# Aweinatt Thall
Aweinatt Thall este o comună din departamentul Tintane, Regiunea Hodh El Gharbi, Mauritania, cu o populație de 9.114 locuitori.